# Tingsryds kommun
Tingsryds kommun är en kommun i Kronobergs län. Centralort är Tingsryd.
Tingsryds kommun, belägen i en skogrik miljö med många sjöar, utgör en inlandskommun utan havsstrand. Landskapet är måttligt kuperat. Terrängen varierar med blockiga och steniga partier samt skogssjöar och små myrar i sänkorna.
Traditionella näringar som jordbruk och skogsbruk har minskat i betydelse under 2000-talet. Industrisektorn i kommunen är mångfacetterad och omfattar trä-, livsmedels-, plast- och verkstadsindustri, där många företag fungerar som underleverantörer.
Befolkningstrenden i kommunen har överlag varit nedåtgående sedan bildandet 1971, men en viss ökning har noterats under åren 2010–2020.
Politiskt har kommunen varit ett starkt fäste för Centerpartiet och Socialdemokraterna. Sedan 2022 styr Socialdemokraterna i minoritet efter att tidigare ha samarbetat med Moderaterna och Kristdemokraterna. Efter valet 2022 bildade Moderaterna, Centerpartiet och Kristdemokraterna ett minoritetsstyre.

## Administrativ historik
Kommunens område motsvarar socknarna Almundsryd, Linneryd, Södra Sandsjö, Tingsås, Urshult, Väckelsång och Älmeboda. I dessa socknar bildades vid kommunreformen 1862 landskommuner med motsvarande namn.
Den 2 december 1905 inrättades Ryds municipalsamhälle  i Almundsryds landskommun. 1921 bildades Tingsryds köping genom en utbrytning ur Tingsås landskommun. 
Vid kommunreformen 1952 bildas ett antal storkommuner i området: Almundsryd (av de tidigare kommunerna Almundsryd och Härlunda), Linneryd (av Linneryd och Nöbbele), Väckelsång (av Jät, Uråsa och Väckelsång) samt Älmeboda (av Långasjö och Älmeboda). Samtidigt uppgick Tingsås landskommun i Tingsryds köping medan landskommunerna Södra Sandsjö och Urshult förblir oförändrade. 1958 ombildades Almundsryds landskommun, som en av de sista i landet, till Almundsryds köping som sedan 1967 namnändrades till Ryds köping.
Tingryds kommun bildades vid kommunreformen 1971 av Tingsryds köping, landskommunerna Södra Sandsjö och Urshult samt delar ur Linneryds landskommun (Linneryds församling), Väckelsångs landskommun (Väckelsångs församling), Älmeboda landskommun (Älmeboda församling) och ur Ryds köping (Almundsryds församling).
Kommunen ingår sedan bildandet i Växjö domsaga.

## Geografi
Kommunen är belägen i de södra delarna av landskapet Småland. Tingsryds kommun gränsar i väster till Älmhults kommun och Alvesta kommun, i norr till Växjö kommun och Lessebo kommun, alla i Kronobergs län, i öster till Emmaboda kommun i Kalmar län samt i söder till Ronneby kommun, Karlshamns kommun och Olofströms kommun i Blekinge län. Tingsryds kommun ligger i Värend, ett av Smålands traditionella små länder.
Tingsryd har landarealen 1 045 kvadratkilometer, vilket innebär att kommunen ytmässigt är den 101:a största i landet.

### Topografi och hydrografi
Tingsryds kommun är en skogrik kommun med många sjöar. Kommunen är en inlandskommun som inte har någon havsstrand. Landskapet är måttligt kuperat och kommunens högsta punkt är  Pinnabacken som mäter 194,65 meter över havet. Östra delen av kommunen har granitberggrund medan porfyrer och gnejsgraniter dominerar i övriga delar av kommunen. Terrängformerna varierar och landskapet är ställvis rikt på block och stenigt. En mängd skogssjöar med skiftande stränder och små myrar fyller ut sänkorna. Flera stråk av isälvsavlagringar kan följas genom kommunen. Vid Linneryds består berggrunden av grå granit, med inslag av hällefinta. Socknen har många rullstensåsar. Ett fällt med rullstensgrus finns söder om Rottnen och fortsätter genom socknens mellersta och sydöstra delar. Utmed Ronnebyån finns en mäktig rullstensås efterlämnad av en stor isälv som vid utflödet i en sjö bildade ett delta med flera flodarmar som bildat flera rullstensåsar vid Flåboda, Svartbäck och Smedjehult. Linneryds marknadsplats ligger på ett issjödelta.  Fornåsnens stränder bildar klapperstensfält I Åsnenområdet bland annat nära Bjurkärr. Väckelsång har en större drumlin i norr/söder där tätorten och bebyggelsen ligger. Lutningen ner mot Åsnen är beväxt med bokskog. Östra delen av Väckelsång hade tidigare flera sjöar som är utdikade med flera stora mossar. I södra delen av kommunen är lövskogen utbredd, med inslag av ädellövskog. I Urshult finner man ett intressant odlingslandskap med många kulturhistoriska och säregna drag. Ängsfruktodlingsområdet i Urshult är av riksintressen för kulturmiljövården.
Nedan presenteras andelen av den totala ytan 2020 i kommunen jämfört med riket.
|  | Bebyggelse (4,7 %) |

|  | Skog (85,9 %) |

|  | Öppen myrmark (1,5 %) |

|  | Jordbruksmark (6,5 %) |

|  | Övrig mark (1,4 %) |

|  | Bebyggelse (3,1 %) |

|  | Skog (68,0 %) |

|  | Öppen myrmark (7,2 %) |

|  | Jordbruksmark (7,4 %) |

|  | Övrig mark (14,3 %) |

Kommunen har omkring 200 sjöar med en yta större än en hektar. Kommunen berörs i huvudsak av fem vattensystem; Mörrumsån, Mieån, Bräkneån, Ronnebyån och Nättrabyån. 
Mörrumsån är den största ån som mynnar i Blekinge. Åns källflöde finns i trakten av Lindshammar på gränsen mellan Jönköpings och Kronobergs län. Ån passerar de större sjöarna Helgasjön, Salen och Åsnen och mynnar vid Mörrum i Blekinge. Ronnebyån rinner upp i Rottnen i Lessebo kommun och rinner sedan söderut in i Tingsryd kommun där den passerar de större sjöarna Viren och Sandsjön och vid Rötlången rinner den in i Ronneby kommun. Mieåns källflödet rinner ut i Yttre Arasjön, och passerar sjön Mien och mynnar vid Karlshamn. Bräkneån börjar i Fiskestadsjön och slingrar sig en halvmil till sjön Ygden förbi Tingsryds tätort till Tiken och når Blekinge nära riksväg 29. Bräkneån slutligen mynnar i Östersjön vid Väby. Nättrabyån 60 km lång och i Tingryd genom sjön Kvesen vid Yxnanäs och mynnar vid Nättraby.
Vattenutnyttjandet både uppströms och nerströms i vattendragen samordnas. Kommunen gjorde en särskild utredning om ytvattnet en vattenvårdsplan som underlag för översiktsplanens redovisning av vattenfrågor. I Vattenvårdsplanen redovisas även grundvattenförekomster. De många sjöarna och vattendragen har betydelse för fiske, friluftsliv, samt som vattentäkter för dricksvatten och som recipienter för kommunalt och industriellt avloppsvatten. Sjöarna och vattendragen är också viktiga naturvårdsintressen, på internationell, nationell och regional nivå.
Vattenkvaliteten i Tingsryds kommun hotas av försurningen och av urlakning av metaller till vattendragen. Kommunala avlopp och industrier har en mer lokal påverkan. Utsläppskällor utanför Tingsryds kommun påverkar Ronnebyån mest. Vattenkraftsutbyggnaden i de större åarna har förändrat åarnas naturliga lopp. Hensjön är Tingsryds största vattentäkt och är ett viktigt skyddsobjekt, Åsnen med Mörrumsån är av riksintresse för naturvården med Åsnens nationalpark med stort värde för naturvård, friluftsliv och yrkesfiske. Åarna har en viktig kraftproduktion. Vattenfrågorna är föremål för samarbete i vattenvårdsförbund mellan berörda kommuner, länsstyrelser, och Skogsvårdsstyrelsen.  Sjön Åsnen och Mörrumsån är av riksintresse för yrkesfisket.

### Klimat
Tingsryd saknar en mätstation med historiska temperaturdata. De väderdata som finns är sammanställd av observationer från väderstationen Nya Tingsryd som ligger fyra  kilometer från centrala Tingsryd. Mätserien är kort och består bara av 148 månader i november 2023. Högsta uppmätta temperaturen är från juli 2018 då 33,2 grader uppmättes medan lägsta julitemperaturen uppmättes med 5,8 grader 2020. En sommardag i juni blir det i genomsnitt ungefär 23 grader på dagen i Tingsryd och 10 grader på natten. En vinterdag i januari är det normalt cirka 2 grader på dagen och -2 grader på natten. Varmaste månaden i snitt under mätserien är juni med 22,6 grader i medeltemperatur medan den kallaste är januari med 1,7 grader i medeltemperatur. Temperaturskillnaden under ett år uppskattas till 25 grader. Frost nattetid är vanlig till maj månad och från november månad. Den kallaste uppmätta vintertemperaturen är 21.4 grader i december 2010. Den sena nattfrosten i maj och den tidiga nattfrosten i november begränsar odlingssäsongen för känsliga grödor. Data om nederbörden saknas men Tingsryd ligger i östra delen av Småland och har nederbördsmängder på cirka 600 mm om året.

### Naturskydd
Ungefär 2,8 procent (1,2 procent av landytan) av Tingsryds  kommuns areal hade år 2019 skydd i form av nationalpark, naturreservat, naturvårdsområden, naturminnen och biotopskydd. Detta motsvarade 3 436 hektar.. Arealen var fördelad på 106 olika områden. Det första naturreservatet, Midingsbråte bildades 1956 och omfattade bara 2,3 hektar. Totalt fanns 21 naturreservat i Tingsryds kommun 2023. Det största naturreservatet var Utnäsuddens övärld, som omfattade 1 500 hektar. De tidigare naturreservaten Bjurkärr och Agnäs ingår i området. De flesta reservaten ligger i anslutning till Åsnen som fick en nationalpark 2018. Reservatet Ramsö är ett geologiskt reservat med den ovanliga bergarten ryolit.

### Administrativ indelning
Fram till 2016 var kommunen för befolkningsrapportering indelad i sju församlingar: Almundsryds församling, Linneryds församling, Södra Sandsjö församling, Tingsås församling, Urshults församling, Väckelsångs församling och Älmeboda församling.

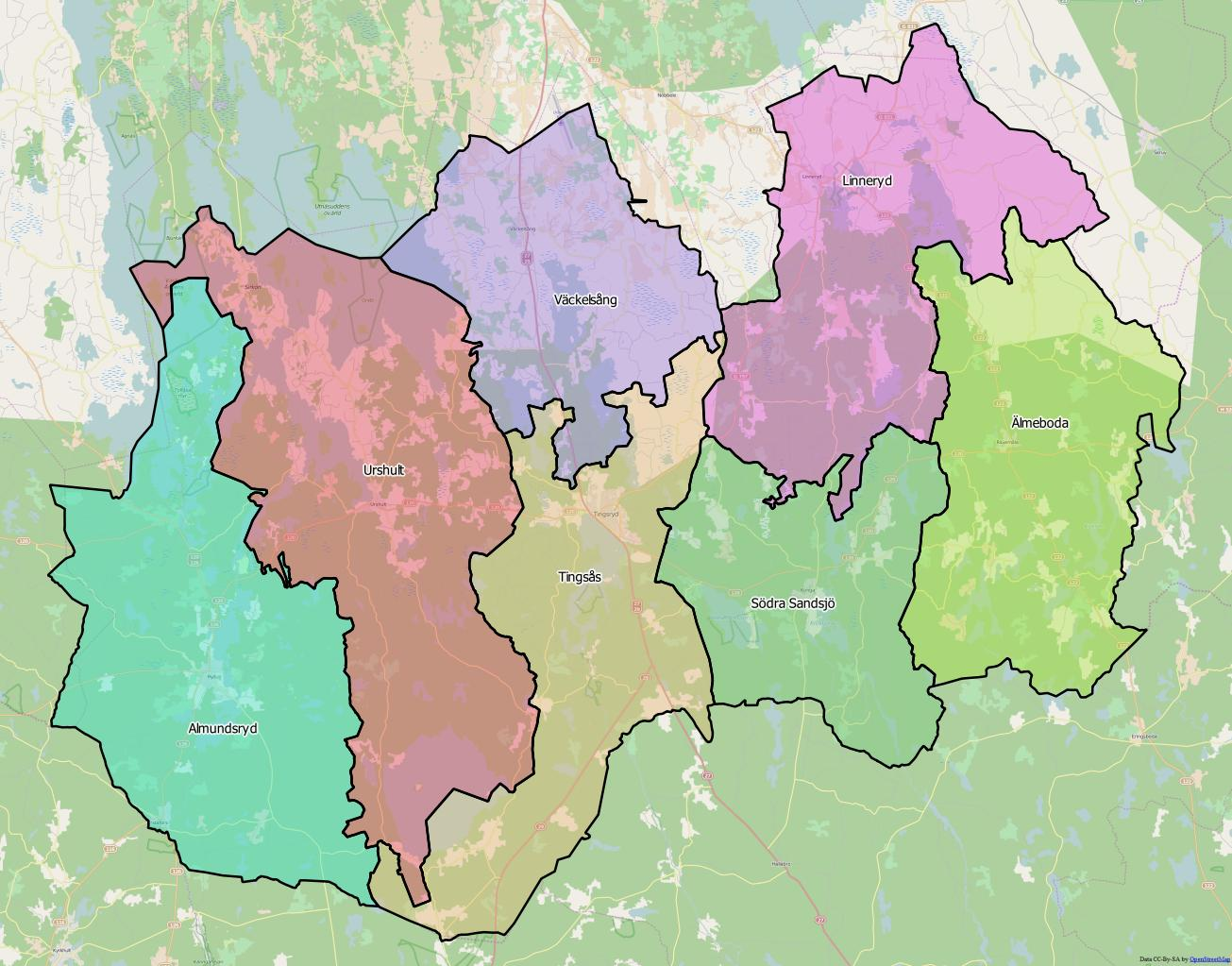
Distrikt (socknar) inom Tingsryds kommun

Från 2016 indelas kommunen istället i sju  distrikt, vilka motsvarar de tidigare socknarna: Almundsryd, Linneryd, Södra Sandsjö, Tingsås, Urshult, Väckelsång och Älmeboda.

### Tätorter
Det finns 7 tätorter i Tingsryds kommun. Centralorten är i fet stil.
Dessutom finns småorterna Dångebo, Dångebo södra, Fridafors och Hensmåla.
| Nr | Tät- och småorter | Folkmängd |
| -- | ----------------- | --------- |
| 1  | Tingsryd          | 3 168     |
| 2  | Ryd               | 1 468     |
| 3  | Urshult           | 984       |
| 4  | Väckelsång        | 970       |
| 5  | Konga             | 494       |
| 6  | Linneryd          | 463       |
| 7  | Rävemåla          | 308       |
| 8  | Fridafors         | 174       |
| 9  | Dångebo           | 82        |
| 10 | Dångebo södra     | 59        |
| 11 | Hensmåla          | 67        |

## Styre och politik

### Styre
| 2006-2010 | M | C | KD | FP |
| 2010-2014 | S | M | KD | FP |
| 2014-2018 | S | M | KD |    |
| 2018-2022 | S | M | KD |    |
| 2022      | S |   |    |    |
| 2022-2026 | M | C | KD |    |

Mandatperioden 2006–2010 styrdes kommunen av Alliansen. Efter valet 2010 bildades ett blocköverskridande styre bestående av Socialdemokraterna, Moderaterna, Kristdemokraterna och Folkpartiet. Efter valet 2014 fortsatte samarbetet, dock utan Folkpartiet som lämnade kommunfullmäktige. Samarbetet bröts efter stridigheter i juni 2018. Samarbetet kunde dock fortsätta efter valet 2018. Från mars 2022 styrde Socialdemokraterna i minoritet. Efter valet 2022 bildade Moderaterna, Centerpartiet och Kristdemokraterna ett minoritetsstyre, med stöd av Sverigedemokraterna.

### Kommunfullmäktige

#### Presidium
| Presidium 2022–2026    | Presidium 2022–2026 | Presidium 2022–2026 |
| ---------------------- | ------------------- | ------------------- |
| Ordförande             | C                   | Mikael Andersson    |
| Förste vice ordförande | KD                  | Jan Popovski        |
| Andre vice ordförande  | S                   | Gunilla Svensson    |

#### Mandatfördelning 1970–2022
| 2 | 14 | 4 | 17 | 4 | 8 |

| 46 |

| 2 | 15 | 3 | 19 | 2 | 8 |

| 42 | 7 |

| 2 | 16 | 20 | 2 |  | 8 |

| 41 | 8 |

| 2 | 16 | 18 | 3 |  | 9 |

| 38 | 11 |

| 2 | 17 |  | 16 |  |  | 11 |

| 39 | 10 |

| 2 | 18 |  | 14 | 3 |  | 10 |

| 38 | 11 |

|  | 17 | 2 | 3 | 15 | 2 |  | 8 |

| 37 | 12 |

|  | 15 |  | 2 | 16 | 2 | 3 | 9 |

| 34 | 15 |

| 2 | 18 | 2 | 16 |  |  | 9 |

| 28 | 21 |

| 3 | 14 | 2 | 2 | 10 |  | 5 | 12 |

| 29 | 20 |

| 2 | 14 |  | 3 | 12 | 2 | 4 | 11 |

| 25 | 24 |

|  | 12 |  |  |  | 9 |  | 2 | 13 |

| 25 | 16 |

|  | 11 | 2 | 2 | 11 |  | 2 | 11 |

| 24 | 17 |

| 2 | 13 |  | 5 |  | 10 |  | 8 |

| 24 |  | 16 |

| 2 | 13 | 6 | 2 | 9 | 3 | 6 |

| 26 | 15 |

| 2 | 13 | 11 | 5 | 3 | 7 |

| 27 | 14 |

### Nämnder

#### Kommunstyrelse
| Presidium 2022–2026    | Presidium 2022–2026 | Presidium 2022–2026 |
| ---------------------- | ------------------- | ------------------- |
| Ordförande             | M                   | Åke Nyberg          |
| Förste vice ordförande | C                   | Anna Johansson      |
| Andre vice ordförande  | S                   | Mikael Jeansson     |

#### Övriga nämnder
| Nämnd                      | Ordförande | Ordförande         | Förste vice ordförande | Förste vice ordförande | Andre vice ordförande | Andre vice ordförande |
| -------------------------- | ---------- | ------------------ | ---------------------- | ---------------------- | --------------------- | --------------------- |
| Bildningsnämnden           | C          | Mikael Andersson   | M                      | Caren Bildh            | S                     | Anette Weidenmark     |
| Individnämnden             | C          | Maria Petersén     | S                      | Marie Fransson         |                       |                       |
| Miljö- och byggnadsnämnden | M          | Nils-Erik Olsson   | KD                     | Fredrik Heinvall       | S                     | Anders Nilsson        |
| Teknik- och fritidsnämnden | C          | Anna Johansson     | M                      | Stig Olsson            | S                     | Gunilla Gustafsson    |
| Valnämnden                 | KD         | Jan Popovski       | S                      | Åke Gummesson          |                       |                       |
| Vård- och omsorgsnämnden   | KD         | Birgitta Arvidsson | M                      | Karin Olsson           | S                     | Magnus Carlberg       |

### Valresultat 2022
| Parti                            | Valdistrikt       | Valdistrikt | Kommun  |
| Parti                            | Starkaste         | Andel       | Andel   |
| -------------------------------- | ----------------- | ----------- | ------- |
| S                                | Tingsryd 1        | 39,29 %     | 30,14 % |
| SD                               | Almundsryd        | 38,10 %     | 25,05 % |
| M                                | Tingsryd 2        | 22,34 %     | 17,64 % |
| C                                | Älmeboda-Linneryd | 23,40 %     | 12,73 % |
| KD                               | Tingsryd 2        | 11,41 %     | 7,87 %  |
| V                                | Urshult           | 6,70 %      | 4,51 %  |
| L                                | Tingsryd 1        | 1,19 %      | 0,78 %  |
| MP                               | Urshult           | 1,07 %      | 0,63 %  |
| PP                               | Väckelsång        | 2,04 %      | 0,35 %  |
| Data hämtat från Valmyndigheten. |                   |             |         |

Exklusive uppsamlingsdistrikt. Partier som fått mer än en procent av rösterna i minst ett valdistrikt redovisas.

### Internationella relationer
1962 blev Havdrup-Solröds kommun, strax söder om Köpenhamn, Tingsryds vänort. 1980 blev Keuru i Finland vänort. 1984 blev det klart att Skauns kommun blev Tingsryds, Keurus och Solröds norska vänort. Sedan Nordenföreningen i Solröd upphört tappade Tingsryd vänortsförbindelsen men 2014 fick kommunen en ny dansk vänort – Langeland.
- Langeland kommun, Danmark
- Keuru (fi: Keuruu), Finland
- Skauns kommun, Norge
- Lindström, Minnesota, USA[31]

## Ekonomi och infrastruktur

### Näringsliv
Traditionella näringar som jordbruk och skogsbruk har minskat i betydelse under 2000-talet, och näringslivet i kommunen präglas nu främst av små och medelstora industriföretag samt offentlig förvaltning. Totalt gav små företag (färre än 50 anställda)  2 497 jobb i Tingsryds kommun 2022. Större företag gav 1 709 jobb och offentligt anställda tillsammans med anställda av organisationer var 1 615 personer. I Tingsryds kommun var 97 procent av företagen i näringslivet små företag med färre än 50 anställda och 9 av 10 företag, hade färre än tio anställda.
Industrisektorn var i början av 2020-talet varierad och inkluderade trä-, livsmedels-, plast- och verkstadsindustri. Många av företagen fungerade som underleverantörer. Bland de framstående företagen i kommunen återfanns plastföretaget Orthex och Fazer Tingsryd, ett tidigare musteri nu producent av växtbaserade drycker, båda belägna i centralorten. 
År 2022 var Nytida Månstenen AB den största privata arbetsgivaren i kommunen med 225 anställda. Varje år rankar Svenskt Näringsliv företagsklimatet i de svenska kommunerna. På den listan låg Tingsryd på plats 227 av 290 år 2023. De större företagen i övrigt presenteras på tätorternas sidor.

#### Energi
Vattenkraftanläggningar i Tingsryds Kommun: 
| Namn                                            | Vattendrag | Effekt  | Normalproduktion | Ägare                       | Fallhöjd |
| ----------------------------------------------- | ---------- | ------- | ---------------- | --------------------------- | -------- |
| Ronnebyån kraftverk från norr till söder        |            |         |                  |                             |          |
| Skogsryd                                        | Ronnebyån  | 0,4 MW  | 2,2 GWh          | Skogskvarn Kraft AB         | 7 m      |
| Bro                                             | Ronnebyån  | 0,13 MW | 0,4 GWh          | Bro Kraftverk AB            | 2,5 m    |
| Dång                                            | Ronnebyån  | 0,17 MW | 0,85 GWh         | HB Dångs Kraftbolag         | 3 m      |
| Krokfjorden                                     | Ronnebyån  | 1,49 MW | 4,5 GWh          | Olofströms Energiservice AB | 14 m     |
| Horkoneryd                                      | Ronnebyån  | 2,1 MW  | 7 GWh            | Uniper Sverige AB           | 17 m     |
| Mörrumsån från norr till söder                  |            |         |                  |                             |          |
| Granö                                           | Mörrumsån  | 9,5 MW  | 30,2 GWh         | Uniper Sverige AB           | 18,5 m   |
| Fridafors Övre                                  | Mörrumsån  | 1,2 MW  | 7,3 GWh          | Watten i Sverige AB         |          |
| Fridafors Nedre                                 | Mörrumsån  | 1,5 MW  | 8,5 GWh          | Watten i Sverige AB         | 6,2 m    |
| Summa: Effekt 16.5 MW, Energiproduktion 61 GWh. |            |         |                  |                             |          |

Tingsryds kommuns första vindkraftpark byggdes från december 2022 till den 30 januari 2023 då vindkraftverken var färdigmonterade. Parken ligger utanför samhället Ryd i Skåramåla. Parken har åtta vindkraftverk med en totalhöjd av 200 meter. Den installerade effekten är 48 MW vilket beräknas ge 125 GWh i årlig produktion. Verken togs i drift och producerade under 2023 0,16 TWh, det vill säga 160 GWh över förväntan. Platsen planeras också få solceller i en så kallad hybridpark, Skåramåla PV som solkraftanläggningen heter får en installerad effekt på 29 MW och beräknas producera 31 GW per år. Som framgår av siffrorna blir produktionen från dessa båda anläggningar betydligt större än vattenkraftsproduktionen.

### Infrastruktur

#### Transporter
I nord-sydlig riktning genomkorsas kommunen av riksväg 27 varifrån riksväg 29 tar av åt sydväst i kommunens sydligaste del. Genom kommunens västra del löper länsväg 126 i nord-sydlig riktning. Därifrån avtar länsväg 119 västerut. Kommunens östra del genomkorsas i nord-sydlig riktning av länsväg 122 medan länsväg 120 genomkorsar kommunen i väst-östlig riktning och förbinder övriga vägar.  
Tingsryd har goda bussförbindelser med 7 busslinjer: Buss nr 215: Tingsryd - Rävemåla - Växjö,  Buss nr 216: Tingsryd - Linneryd - Lessebo, Buss nr 240: Tingsryd - Uråsa - Ingelstad - Växjö, Buss nr 242: Tingsryd - Uråsa - Tävelsås - Växjö, Buss nr 361: Tingsryd - Olofström via Ryd/Fridafors, Buss nr 370: Växjö - Tingsryd - Karlshamn samt Buss nr 840: Växjö - Tingsryd - Ronneby. Bussförbindelserna går till alla kommunens tätorter. Bäst är bussförbindelserna med Växjö.

#### Vatten och avlopp
Målet för Tingsryds framtida vattenförsörjning är att endast ha tre vattenverk och tre avloppsreningsverk. Ett som försörjer kommunens västra del Ryd och Urshult, ett för östra delen Linneryd och Älmeboda respektive ett för centralorten Väckelsång och Södra Sandsjö.
År 2020 fanns tillräcklig kapacitet i vattenförsörjningen på samtliga orter utom Yxnanäs, där kapacitetsbrist uppstår på sommaren. Hensmåla vattenverk är kommunens största med cirka 5 600 anslutna personer. Det hade god kapacitet för behoven 2022. Enligt Tingsryds kommuns vattenplan: " Hensmåla vattenverk har god kapacitet för dagens behov, men då industrin Trensum planerar att utöka verksamheten finns behov av kapacitetsökning i vattenverket på sikt. Råvattentillgången vid Hensmåla kan stärkas ytterligare genom att möjliggöra infiltration av ytvatten från Rålången eller Ronnebyån för den händelse att vatten från Stora Hensjön inte kan nyttjas eller inte räcker till." Trensums fabrik förvärvades av Fazer i mars 2022 och heter idag Fazer Tingsryd.
Kommunens fyra andra nuvarande vattenverk ligger i Ryd, Korrö, Linneryd och Yxnanäs. År 2020 saknades reservalternativ vid översvämningar. I Yxnanäs finns bara ett servitut som grund för vattenuttag. 4 700 personer, cirka 37 % av kommuninvånarna, tar dricksvatten i enskilda anläggningar. Inom kommunen finns också campingplatser, fritidsanläggningar, café och flera andra offentliga eller kommersiella verksamheter med som har egen brunn.
Tingsryds avloppsreningsverk är kommunens största och är nära sin maxbelastning. Industrin Trensum ger stora mängder avloppsvatten. Belastning till verket från hushåll eller industri kan inte öka.  
Vid verket Tingsryd hanteras slam från samtliga kommunala avloppsreningsverk och enskilda avlopp i kommunen. Slamhanteringen är i behov av översyn. Ett problem är att styrsystemet i samtliga avloppsreningsverk också behöver bytas ut. Tillskottsvatten som läcker in  i avloppsledningar är ett stort problem. Felkopplingar orsakar inläckage ibland. Stora mängder tillskottsvatten innebär ökat pumpbehov och stora mängder rent vatten överbelastar avloppsreningsverken. Problem med tillskottsvatten finns i alla kommunens reningsverk. Tillskottsvattnet från Fridafors och Väckelsång är svårare då det pumpas långa sträckor. De äldre avloppsreningsverken i Korrö, Yxnanäs och Urshult har inte utbyggda digitala övervakningssystem och larmfunktioner. Anläggningarna är resurskrävande och driftstörningar inte kan åtgärdas helt effektivt. Arbete med datoriserad övervakning och larm pågår.  
Urshult avloppsreningsverk belastas av tillskottsvatten men kapaciteten på verket är god. Avloppsreningsverket i Korrö var 2020 i stort av upprustning inte för sin belastning utan för att det saknas övervakning och larm. Ryds reningsverket är relativt nybyggt. Den biologiska reningen är underdimensionerad för belastningen. Stora mängder tillskottsvatten belastar verket. I Tingsryds kommun finns det totalt 56 pumpstationer i avloppsnätet och sex avloppsreningsverk. Sammanlagt finns 23 mil avloppsledning och 18 mil dagvattenledningar i kommunen. De långa ledningarna underlättar att vatten läcker in i ledningarna.

#### Värmeverk
Tingsryd kommun har tre egna värmeverk och i Urshult levereras värme i fjärrvärmenät med energi från lokala producenter. Värmeverket i Tingsryd byggdes 2001 och byggdes ut 2015. Energin kommer från bark och flis från lokala sågverk. Oljepannor fungerar som reservkraft och 99,5 procent av produktionen kommer från biobränslen. Den årliga energiproduktionen uppskattas till 33 GWh. Värmeverket i Väckelsång byggdes 2010. Värmen levereras av två biobränslpannor och solvärme. Oljepanna är reservkraft. Den uppskattade årliga värmeproduktion i Väckelsång är 2,5 GWh. Förnyelsebart beräknas vara 98 procent av produktionen. Linneryd fick värmeverk 2022. En biobränslepanna på 3 000 kW levererar 3,0 GWh energi med oljepanna som reserv. Hetvattenleverans är hela 12,0 GWh. I Urshult levererar kommunen 6,6 GWh fjärrvärme som kommunen köper av lokala producenter. Energiproduktionen enligt uppskattningar av Tingsryds energi AB (TEAB) utan exakt årlig statistik.

## Befolkning

### Demografi

#### Befolkningsutveckling
Kommunen har 11 969 invånare (31 mars 2025), vilket placerar den på 189:e plats avseende folkmängd bland Sveriges kommuner.
| Befolkningsutvecklingen i Tingsryds kommun 1970–2020 | Befolkningsutvecklingen i Tingsryds kommun 1970–2020 | Befolkningsutvecklingen i Tingsryds kommun 1970–2020 | Befolkningsutvecklingen i Tingsryds kommun 1970–2020 | Befolkningsutvecklingen i Tingsryds kommun 1970–2020 |
| ---------------------------------------------------- | ---------------------------------------------------- | ---------------------------------------------------- | ---------------------------------------------------- | ---------------------------------------------------- |
|                                                      |                                                      |                                                      |                                                      |                                                      |
| År                                                   |                                                      |                                                      | Folkmängd                                            |                                                      |
| 1970                                                 | 1970                                                 |                                                      | 14 982                                               |                                                      |
| 1975                                                 | 1975                                                 |                                                      | 14 735                                               |                                                      |
| 1980                                                 | 1980                                                 |                                                      | 14 773                                               |                                                      |
| 1985                                                 | 1985                                                 |                                                      | 14 376                                               |                                                      |
| 1990                                                 | 1990                                                 |                                                      | 14 507                                               |                                                      |
| 1995                                                 | 1995                                                 |                                                      | 14 367                                               |                                                      |
| 2000                                                 | 2000                                                 |                                                      | 13 371                                               |                                                      |
| 2005                                                 | 2005                                                 |                                                      | 12 793                                               |                                                      |
| 2010                                                 | 2010                                                 |                                                      | 12 231                                               |                                                      |
| 2015                                                 | 2015                                                 |                                                      | 12 260                                               |                                                      |
| 2020                                                 | 2020                                                 |                                                      | 12 369                                               |                                                      |

#### Utländsk bakgrund
Den 31 december 2020 utgjorde antalet invånare med utländsk bakgrund (utrikes födda personer samt inrikes födda med två utrikes födda föräldrar) 19,1 % av befolkningen.
Den 31 december 2014 utgjorde antalet invånare med utländsk bakgrund 1 754, eller 14,38 % av befolkningen (hela befolkningen: 12 198 den 31 december 2014). Den 31 december 2002 utgjorde antalet invånare med utländsk bakgrund enligt samma definition 993, eller 7,54 % av befolkningen (hela befolkningen: 13 175 den 31 december 2002).

#### Invånare efter de vanligaste födelseländerna
Följande länder är de 10 vanligaste födelseländerna för befolkningen i Tingsryds kommun.
| Födelseland 31 december 2021 | Födelseland 31 december 2021 | Födelseland 31 december 2021 | Födelseland 31 december 2021 | Födelseland 31 december 2021 |
| ---------------------------- | ---------------------------- | ---------------------------- | ---------------------------- | ---------------------------- |
| Nr                           | Land                         | Antal                        | Andel                        | Andel i hela riket           |
| 1                            | Sverige                      | 10 248                       | 83,19 %                      | 80,00 %                      |
| 2                            | Tyskland                     | 343                          | 2,78 %                       | 0,51 %                       |
| 3                            | Syrien                       | 290                          | 2,35 %                       | 1,88 %                       |
| 4                            | Afghanistan                  | 137                          | 1,11 %                       | 0,60 %                       |
| 5                            | Danmark                      | 128                          | 1,04 %                       | 0,37 %                       |
| 6                            | Nederländerna                | 105                          | 0,85 %                       | 0,13 %                       |
| 7                            | Polen                        | 98                           | 0,80 %                       | 0,91 %                       |
| 8                            | Bosnien och Hercegovina      | 78                           | 0,63 %                       | 0,58 %                       |
| 9                            | Thailand                     | 69                           | 0,56 %                       | 0,43 %                       |
| 10                           | Eritrea                      | 68                           | 0,55 %                       | 0,46 %                       |

## Kultur

### Kulturarv
16 områden i Tingsryds kommun ingår i länets kulturmiljöprogram. Tre områden är riksintressen för kulturmiljövården: Korrö och Blidingsholm och ängsfruktodlingsområdet i Urshult. Hantverksbyn Korrö, med sina vackra omgivningar, är ett annat exempel på kulturmiljöernas attraktionskraft för besöksnäringen. Tingsryd har flera olika typer av kulturhistoriska miljöer. Lidhem  i Väckelsång är en större herrgårdsmiljö medan Kompersmåla är en blygsammare herrgård. Industrimiljöen i Konga och fornlämningsmiljöer som i Vieboda. Mörrumsån och Ronnebyån har haft stor betydelse för bosättningshistorien och den industriella utvecklingen. Ängsfruktodlingarna med centrum i Urshults socken präglar fortsatt området med många äppelodlingarna fortfarande aktiva. Odlingarna på ängsmark är unika i Sverige och hävdas fortfarande med ekonomiskt stöd från kulturmiljövården.
Ett av kommunens kulturarv är Jordens axel.  Den var ursprungligen registrerad som fornminne. Senare inventeringar från Riksantikvarieämbetet avslöjar att den ingår i en delvis raserad domarring. Enligt traditionen sägs stenen vara den axel som planeten kretsar kring. Våra förfäder förstod vikten av att hålla Jordens axel stabil för att undvika avvikelser i klimat och årstider. Därför smordes Jordens axel varje nyår med öl. För att bevara traditionen vidareförs denna sed även i vår tid. Ett senare kulturarv, med anor från 1600-talet är gården Ålshult, där en masugn byggdes. Gården ägdes av rikskanslern Axel Oxenstierna men 1631 blev A. Schwartz ägare. Han startade järnbruket på platsen där det tidigare troligen bara funnits ett blästerverk. Möjligen uppfördes masugnen av Jan van Gent. Efter van Gents bortgång 1641 fortsatte hans änka, Bartge Jacobsdochter, driva bruket. Järnbruket specialiserade sig på gjutgods, inklusive kanonkulor och sättugnar och grytor. Masugnen och gjuteriet utgjorde kärnan i verksamheten vid Ålshults järnbruk.

### Kommunvapen
Blasonering: I rött fält inom en bård av guld en femuddig stjärna med en kula i vardera vinkel, allt av guld.
Vapnet fastställdes av Kungl. Maj:t 1963 för den dåvarande köpingen (utan bård). Sköldemärket kommer från en stämpel från Stenfors bruk och kan härledas till 1600-talet. Vid kommunbildningen blev vapenfrågan problematisk trots att ingen enhet utöver köpingen hade något vapen. Vid registreringen i PRV 1982 valde man att tillföra en bård. En sådan brukar användas för att skilja en ny enhet från en äldre. Bårder har märkligt nog sällan kommit till användning, trots att alla svenska kommuner kan anses som nybildningar 1971 och ofta omfattar ett mycket större område än den enhet som tidigare förde vapnet.

Tingsryds köping (1963–1970)